# NGC 6810
NGC 6810 (również PGC 63571) – galaktyka spiralna (Sab), znajdująca się w gwiazdozbiorze Pawia. Odkrył ją John Herschel 10 lipca 1834 roku. Należy do galaktyk Seyferta typu 2.